# Rábaközi Múzeum
A Rábaközi Múzeum Kapuváron található, a vár helyén épült kastélyban. Feladatának tekinti bemutatni a térség évezredes múltját, a máig élő hagyományokat.
Gyűjteményében fellelhetőek a környéken végzett ásatásokból előkerült őskori eszközök, agyagedények, bronzkori fegyverek. Az itt élt rómaiak nyomát a császárkori pénzek, kerámiák, az avarokét díszes övveretek, ékszerek jelzik. Az Árpád-korból céhládák, kancsók, zászlók,  mestermunkák, korabeli munkaeszközök, a kézműves világ emlékei tekinthetőek meg. A történeti anyag másik részét a török háborúk tárgyi és írásos emlékei, valamint a polgárosodás emlékei, a megmaradt bútorok képezik.
Gazdag a múzeum néprajzi gyűjteménye is.  A 19. században és az 1900-as évek elején készült parasztbútorokat egy szobabelső egészébe illesztettek be. Megtekinthető a kapuvári népviselet, valamint pásztorfaragások is.
A múzeum öleli magába a Pátzay Pál szobrászművész munkásságát bemutató képzőművészeti anyagot is. A kiállításon megtekinthetőek a művész bronz kisplasztikái, plakettjei, művészeti írásai. Pátzay Pál kapcsolata szülővárosával haláláig tartott, ezt mindennapi életének hátrahagyott tárgyai jelenítik meg.
A múzeumhoz tartozik az öntésmajori Hanság Élővilága Kiállítás is.

## Külső hivatkozások
- A múzeum hivatalos oldala
- A múzeum a museum.hu oldalán
- Részletes információk és képek[halott link]
- A múzeum a Vendévárón
- A múzeum cikke a Győri Városi Online Média oldalán